# Vrgorsko polje
Vrgorsko polje (još i Vrgoračko polje, lokalnog naziva Jezero) je krško polje u Hrvatskoj. Među najnižim je krškim poljima u donjem slijevu rijeke Neretve. Tvori zatvorenu kršku dolinu. Nadmorske je visine od 20 do 28 metara. Površine je 2963 hektara, od kojih je 2840 hektara obradivo. U najdužem dijelu dugo je 15 km, a široko od 0,5 do 4 km. Sa sjeveroistoka omeđuju ga uzvisine Kosa (356 m), Prolog (441 m), Zveč (462 m), Šubir (503 m) i Maljevica (231 m), a s jugozapada omeđeno je planinom Rilić.
Vodno je bogato na sjevernom i sjeverozapadnom rubu gdje su brojni izvori. Najveći je Butina, a vodotok Matica. Na suprotnim stranama, južnoj i istočnoj, nalaze se ponorna područja. To su Kruška, Staševica, Crpala, Krotuša, Spilov, Krtinovac, Crni vir i drugi. U prirodnim uvjetima, polje se kroz njih praznilo prema nižim razinama i moru.
Vodno stanje nije uravnoteženo i pokazuje krajnosti. Ljeti je vrlo malo vode, dok je zimi prebogato vodom. Na nižim kotama polje je povremeno poplavljeno zaslugom velikih količina izvorske i oborinske vode. Sve to ugrožava tamošnju poljoprivrednu proizvodnju. 
Klimatski su uvjeti, usprkos nesrazmjernosti razdbiobe vode takvi da bi poljoprivredne proizvodnje moglo biti cijele godine. Ona je najživlja ljeti, kad je polje siromašno vodom.
Radi omogućavanja nove i poboljšanja postojeće poljoprivredne proizvodnje, izvodilo se radove za uređenje Vrgorskog polja. Do listopada 1938. godine iskopan je odvodni tunel dužine 2130 metara koji vodu odvodi do Baćinskih jezera. Od njih vodi 160 metarski tunel koji vodu odvodi u more. Novi radovi bili su poslije rata. Prokopano je kameno sedlo Prigon 1945. — 1946. godine snižen je ulaz u tunel radi evakuiranja vode i s predjela Krotuša desetljeće poslije. Radovima od 1972. do 1977., omogućeno je veće otjecanje vode iz polja. Taj je vodozahvat smanjio i razinu i razdoblja plavljenja, ali još uvijek nije riješio problem odvodnje viška vode. Zatim je naručena nova studija Hrvatskih voda kod Građevinskog fakulteta u Splitu i u studiji je šest analiziranih varijanata odvodnje, a kao povoljnu se ističe onu kojom se voda odvodi u jezero Birinu.